# 八次駅
八次駅（やつぎえき）は、広島県三次市南畑敷町にある、西日本旅客鉄道（JR西日本）芸備線の駅である。駅名は旧村名（八次村）から取られた。
線路名称上は芸備線単独駅であるが、運転系統上福塩線の列車も乗り入れる。

## 歴史
- 1922年（大正11年）6月7日：芸備鉄道が三次駅（現・西三次駅）から塩町駅（現・神杉駅）まで延伸した際に開業[1]。
- 1933年（昭和8年）6月1日：芸備鉄道一部区間買収により国有化。庄原線の所属となる。
- 1936年（昭和11年）10月10日：庄原線が三神線に編入され、当駅もその所属となる。
- 1937年（昭和12年）7月1日：三神線が芸備線の一部となり、当駅もその所属となる。
- 1960年（昭和35年）6月1日：貨物の取り扱いを廃止[1]。
- 1963年（昭和38年）4月16日：日本交通観光社による業務委託駅となる[2]。
- 1971年（昭和46年）12月20日：無人駅（簡易委託駅）となる[3][4]。荷物扱い廃止[5]。
- 1987年（昭和62年）4月1日：国鉄分割民営化によりJR西日本に継承[1]。
- 2008年（平成20年）3月31日：乗車券委託発券終了。

## 駅構造
単式ホーム1面1線を持つ地上駅（停留所）である。かつては島式1面2線のホームであった。三次鉄道部管理の無人駅でホーム脇に待合所がある。かつては駅前の商店で乗車券を販売していたが、2008年春に委託発券は打ち切られた。

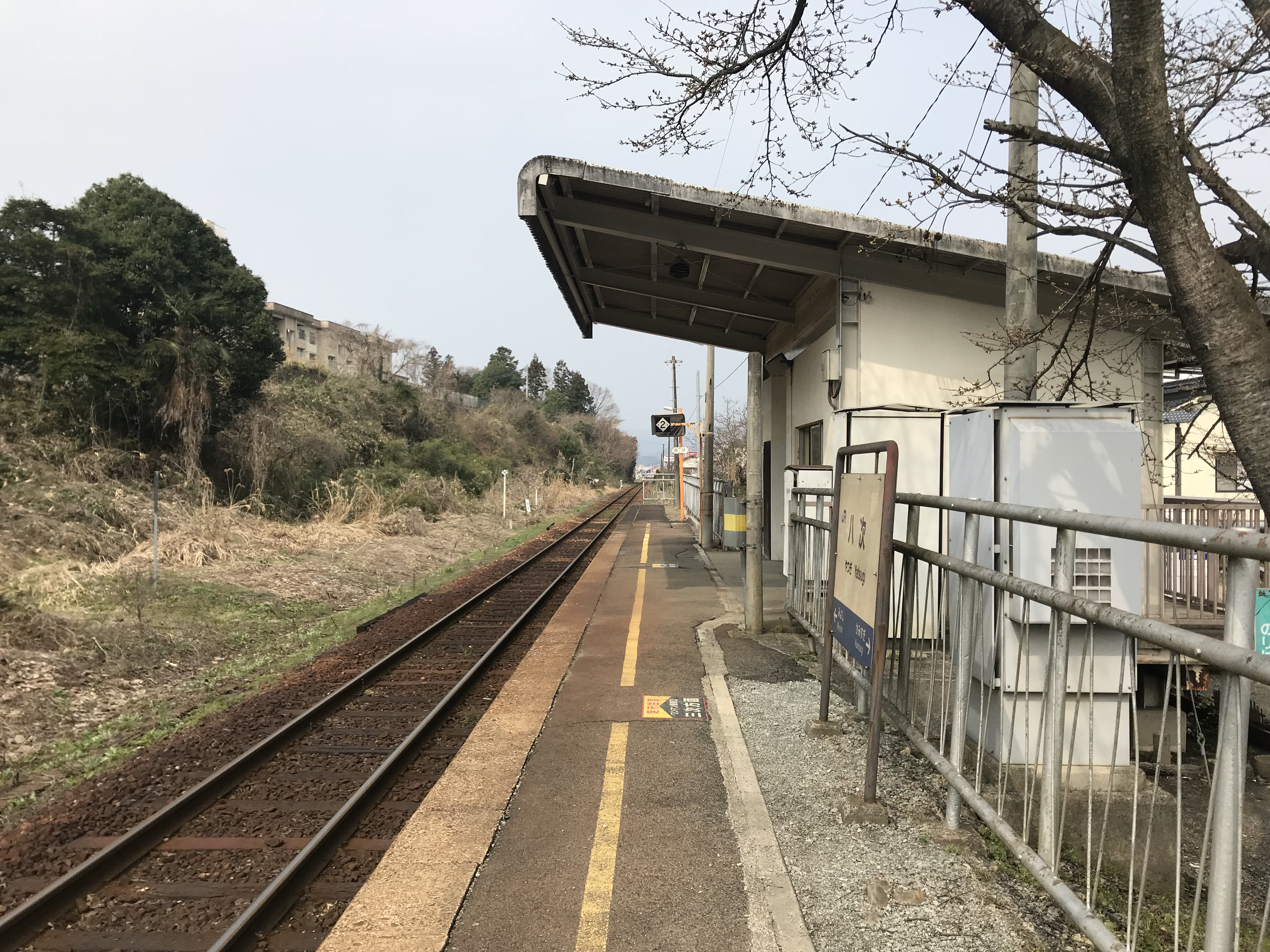
ホーム（2018年3月）

## 利用状況
1日平均の乗車人員は以下の通り。
| 年度                | 1日平均 乗車人員 | 出典   |
| ------------------- | ---------------- | ------ |
| 1981年（昭和56年）  | 61               |        |
|                     |                  |        |
| 2002年（平成14年）  | 50               | [ 7 ]  |
| 2003年（平成15年）  |                  |        |
| 2004年（平成16年）  |                  |        |
| 2005年（平成17年）  |                  |        |
| 2006年（平成18年）  |                  |        |
| 2007年（平成19年）  |                  |        |
| 2008年（平成20年）  |                  |        |
| 2009年（平成21年）  |                  |        |
| 2010年（平成22年）  |                  |        |
| 2011年（平成23年）  | 143              | [ 8 ]  |
| 2012年（平成24年）  | 117              | [ 8 ]  |
| 2013年（平成25年）  | 109              | [ 8 ]  |
| 2014年（平成26年）  | 106              | [ 8 ]  |
| 2015年（平成27年）  | 117              | [ 8 ]  |
| 2016年（平成28年）  | 117              | [ 8 ]  |
| 2017年（平成29年）  | 105              | [ 8 ]  |
| 2018年（平成30年）  | 96               | [ 8 ]  |
| 2019年（令和 元年） | 99               | [ 8 ]  |
| 2020年（令和02年）  | 92               | [ 9 ]  |
| 2021年（令和03年）  | 90               | [ 10 ] |

## 駅周辺
- 八次郵便局
- 三次市立八次小学校
- 広島県立三次高等学校
- マツダ三次自動車試験場
- 馬洗川
- 国道183号
- 国道184号

## 隣の駅
西日本旅客鉄道（JR西日本）
 芸備線・ 福塩線（福塩線は塩町駅 - 三次駅間芸備線）
神杉駅 - 八次駅 - 三次駅